# Закустика
«Закустика» — другий альбом гурту Воплі Відоплясова. Записано під час виступу у культовому паризькому клюбі «Ше Піф», запис зроблено Нері Катіно, лідером дружнього французького колективу Les VRP. Виконуються акустичні версії пісень ВВ та народні пісні. Оригінальний носій — компакт-касета.

## Зміст
1. «Шалена зірка» — 2:35
2. «Дитинство» — 1:56
3. «Ти ж мене підманула» — 2:22
4. «Розпрягайте хлопці коні» (автор Іван Негребецький) — 2:05
5. «Гей, червоні коні» — 1:51
6. «Ой ти, Галю, Галю молодая» — 1:51
7. «На вулиці скрипка грає» — 1:16
8. «Колись» — 2:19
9. «Несе Галя воду» — 1:57